# Echeveria juliana
Echeveria juliana är en fetbladsväxtart som beskrevs av J.Reyes, O.González och Kristen. Echeveria juliana ingår i släktet Echeveria och familjen fetbladsväxter. Inga underarter finns listade i Catalogue of Life.